# Imoco Volley 2012-2013
Questa voce raccoglie le informazioni riguardanti l'Imoco Volley nelle competizioni ufficiali della stagione 2012-2013.

## Stagione
La stagione 2012-2013 è per l'Imoco Volley di Conegliano la prima in Serie A1: la società, nata il 15 marzo 2012, ha ottenuto il diritto di partecipazione al massimo campionato italiano, grazie all'acquisto del titolo sportivo dal Parma Volley Girls. Il neonato club, affida la squadra a Marco Gaspari e sul mercato si muove verso una linea giovane, con l'acquisto dall'Asystel Volley di Novara di Cristina Barcellini e Letizia Camera, dei liberi Carlotta Daminato e Carla Rossetto e dell'opposto bulgaro Emilija Nikolova; tuttavia vengono messe sotto contratto anche alcune giocatrici esperte come Raffaella Calloni, Valentina Fiorin e Alessandra Crozzolin, oltre all'arrivo a campionato in corso di Jenny Barazza.

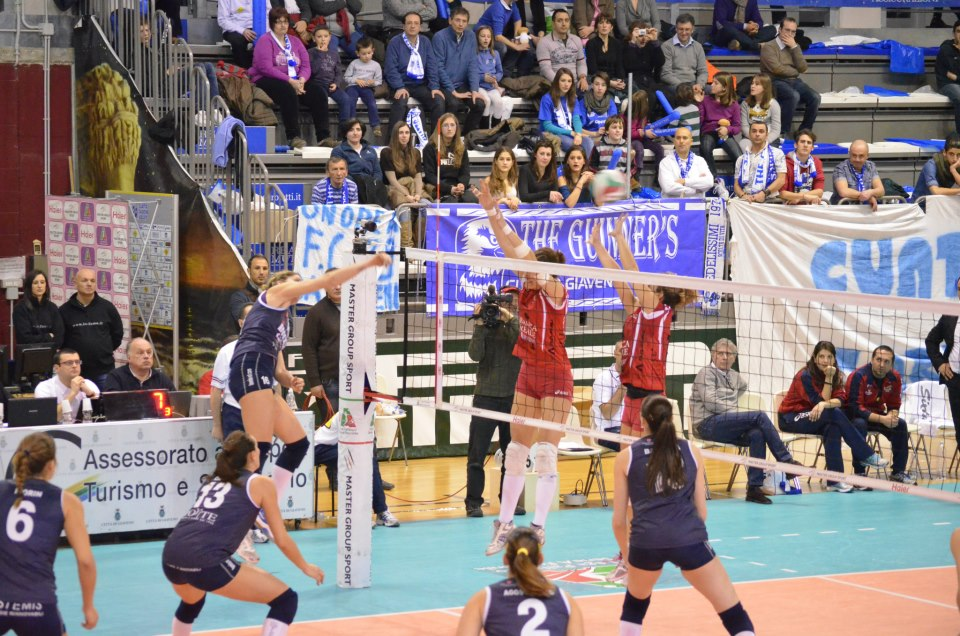
Fase di gioco

Il campionato si apre con una serie di tre vittorie consecutive, seguito poi da una fase con risultati altalenanti ed infine, quella al termine del girone d'andata, caratterizzata da sconfitte: la prima parte si conclude con il quinto posto in classifica e la qualificazione alla Coppa Italia. Il girone di ritorno vede la squadra di Conegliano imporsi per quattro partite di seguito, per poi condurre un campionato discreto con l'alternanza di successi e sconfitte: la regular season si conclude con il quinto posto in classifica, con la qualificazione non solo ai play-off scudetto ma anche ad una competizione europea. Nei quarti di finale play-off scudetto, l'Imoco Volley incontra il Gruppo Sportivo Oratorio Pallavolo Femminile Villa Cortese: dopo aver perso gara 1, le venete vincono le due sfide successive qualificandosi per le semifinali, dove si scontrano con le campionesse d'Italia uscenti della Futura Volley Busto Arsizio. Anche in questo caso, dopo aver perso gara 1, riescono ad imporsi nelle due gare successive, ottenendo quindi l'accesso alla finale ed allo stesso tempo la qualificazione per la Champions League 2013-14. In finale la sfida è contro il River Volley Piacenza: la formazione di Conegliano, sia in gara 1 che in gara 2 riesce a portarsi avanti di due set per poi lasciarsi rimontare ed essere sconfitta al tie-break; anche in gara 3 si ripete lo stesso copione, ma al quinto set riesce a spuntarla l'Imoco Volley: la serie si conclude con la vittoria in gara 4 della formazione piacentina per 3-1.
Il quinto posto al termine del girone d'andata, consente al club di Conegliano di partecipare alla Coppa Italia: nei quarti di finale incontra la Futura Volley Busto Arsizio. Nella gara di andata ottiene la vittoria al tie-break, mentre in quella di ritorno viene sconfitta per 3-1 ed eliminata dalla competizione per un peggior quoziente set.

## Organigramma societario
Area direttiva
- Presidente: Piero Garbellotto
- Vicepresidente: Pietro Maschio
- Segreteria generale: Claudio Busato

Area organizzativa
- Addetto arbitri: Giacinto Dal Moro
- Segretaria: Alice Scodellaro
- Custode palasport: Gianfranco Tonon

Area tecnica
- Allenatore: Marco Gaspari
- Allenatore in seconda: Diego Flisi
- Scout man: Giorgio Tomasetto

Area comunicazione
- Ufficio stampa: Simone Fregonese
- Fotografo: Dario Moriella
- Speaker: Luca Barzi
- Responsabile comunicazione: Francesco Piccin
- Responsabile web: Paolo Moret

Area marketing
- Ufficio marketing: Simone Fregonese

Area sanitaria
- Medico: Cesare Mariani
- Preparatore atletico: Riccardo Ton
- Fisioterapista: Stefano Galifi

## Rosa
| N° | Nome                 | Ruolo | Data di nascita  | Nazionalità sportiva |
| -- | -------------------- | ----- | ---------------- | -------------------- |
| 2  | Giulia Agostinetto   | P     | 2 agosto 1987    | Italia               |
| 5  | Ilaria Maruotti      | S     | 22 febbraio 1994 | Italia               |
| 6  | Valentina Fiorin     | S     | 9 ottobre 1984   | Italia               |
| 7  | Carlotta Daminato    | L     | 2 maggio 1993    | Italia               |
| 8  | Zuzanna Efimienko    | C     | 8 agosto 1989    | Polonia              |
| 9  | Letizia Camera       | P     | 1º ottobre 1992  | Italia               |
| 10 | Carlotta Zanotto     | S     | 1º luglio 1993   | Italia               |
| 12 | Carla Rossetto       | L     | 20 dicembre 1984 | Italia               |
| 13 | Raffaella Calloni    | C     | 4 maggio 1983    | Italia               |
| 14 | Emilija Nikolova     | S/O   | 26 dicembre 1991 | Bulgaria             |
| 15 | Alessandra Crozzolin | C     | 8 dicembre 1977  | Italia               |
| 16 | Cristina Barcellini  | S     | 20 novembre 1986 | Italia               |
| 18 | Jenny Barazza        | C     | 24 luglio 1981   | Italia               |

## Mercato
| Acquisti | Acquisti             | Acquisti          | Acquisti   |
| R.       | Nome                 | da                | Modalità   |
| -------- | -------------------- | ----------------- | ---------- |
| P        | Giulia Agostinetto   | Robursport Pesaro | definitivo |
| C        | Jenny Barazza        | Universal Modena  | definitivo |
| S        | Cristina Barcellini  | Asystel           | definitivo |
| P        | Letizia Camera       | Asystel           | definitivo |
| C        | Raffaella Calloni    | Baku              | definitivo |
| C        | Alessandra Crozzolin | inattiva          | definitivo |
| L        | Carlotta Daminato    | inattiva          | definitivo |
| C        | Zuzanna Efimienko    | Gwardia Wrocław   | definitivo |
| S        | Valentina Fiorin     | Ageo Medics       | definitivo |
| S        | Ilaria Maruotti      | Volleyrò          | definitivo |
| S/O      | Emilija Nikolova     | Yeşilyurt         | definitivo |
| L        | Carla Rossetto       | Crema             | definitivo |
| S        | Carlotta Zanotto     | Pool Piave        | definitivo |

| Cessioni | Cessioni          | Cessioni | Cessioni   |
| R.       | Nome              | a        | Modalità   |
| -------- | ----------------- | -------- | ---------- |
| C        | Zuzanna Efimienko | -        | svincolata |

## Risultati

### Serie A1

#### Girone di andata
| 1ª giornata - 20 ottobre 2012 PalaMondolce, Urbino      | Robur Tiboni Urbino | 1 - 3 | Imoco          | 11-25, 25-23, 20-25, 16-25        |
| 3ª giornata - 3 novembre 2012 PalaDozza, Bologna        | Forlì Bologna       | 0 - 3 | Imoco          | 21-25, 16-25, 14-25               |
| 4ª giornata - 11 novembre 2012 PalaBorsani, Castellanza | Villa Cortese       | 0 - 3 | Imoco          | 20-25, 21-25, 23-25               |
| 5ª giornata - 18 novembre 2012 PalaVerde, Villorba      | Imoco               | 1 - 3 | Cuatto Giaveno | 22-25, 25-20, 20-25, 20-25        |
| 7ª giornata - 2 dicembre 2012 PalaCampanara, Pesaro     | Robursport Pesaro   | 0 - 3 | Imoco          | 18-25, 19-25, 23-25               |
| 8ª giornata - 8 dicembre 2012 PalaVerde, Villorba       | Imoco               | 2 - 3 | Chieri Torino  | 28-30, 25-20, 25-22, 13-25, 18-20 |
| 9ª giornata - 16 dicembre 2012 PalaNorda, Bergamo       | Bergamo             | 3 - 1 | Imoco          | 26-24, 23-25, 25-18, 25-21        |
| 10ª giornata - 22 dicembre 2012 PalaVerde, Villorba     | Imoco               | 0 - 3 | Busto Arsizio  | 19-25, 18-25, 18-25               |
| 11ª giornata - 26 dicembre 2012 PalaBanca, Piacenza     | River               | 3 - 0 | Imoco          | 25-15, 25-22, 25-19               |

#### Girone di ritorno
| 12ª giornata - 6 gennaio 2013 PalaVerde, Villorba               | Imoco          | 2 - 3 | Robur Tiboni Urbino | 21-25, 25-19, 25-21, 16-25, 10-15 |
| 14ª giornata - 2 febbraio 2013 PalaVerde, Villorba              | Imoco          | 3 - 1 | Forlì Bologna       | 25-20, 22-25, 25-23, 26-24        |
| 15ª giornata - 10 febbraio 2013 PalaVerde, Villorba             | Imoco          | 3 - 2 | Villa Cortese       | 23-25, 25-23, 25-23, 21-25, 15-13 |
| 16ª giornata - 16 febbraio 2013 Palazzetto dello Sport, Giaveno | Cuatto Giaveno | 1 - 3 | Imoco               | 25-23, 17-25, 18-25, 22-25        |
| 18ª giornata - 3 marzo 2013 PalaVerde, Villorba                 | Imoco          | 3 - 1 | Robursport Pesaro   | 25-21, 22-25, 25-17, 25-23        |
| 19ª giornata - 9 marzo 2013 PalaRuffini, Torino                 | Chieri Torino  | 3 - 0 | Imoco               | 25-19, 25-14, 25-22               |
| 20ª giornata - 24 marzo 2013 PalaVerde, Villorba                | Imoco          | 3 - 0 | Bergamo             | 25-21, 25-16, 25-20               |
| 21ª giornata - 30 marzo 2013 PalaYamamay, Busto Arsizio         | Busto Arsizio  | 3 - 1 | Imoco               | 25-19, 27-25, 22-25, 29-27        |
| 22ª giornata - 6 aprile 2013 PalaVerde, Villorba                | Imoco          | 1 - 3 | River               | 19-25, 20-25, 25-21, 24-26        |

#### Play-off scudetto
| Quarti di finale (gara 1) - 16 aprile 2013 PalaBorsani, Castellanza | Villa Cortese | 3 - 1 | Imoco         | 25-20, 25-21, 23-25, 25-22        |
| Quarti di finale (gara 2) - 19 aprile 2013 PalaVerde, Villorba      | Imoco         | 3 - 1 | Villa Cortese | 23-25, 25-23, 25-16, 25-16        |
| Quarti di finale (gara 3) - 22 aprile 2013 PalaBorsani, Castellanza | Villa Cortese | 1 - 3 | Imoco         | 22-25, 25-15, 20-25, 23-25        |
| Semifinali (gara 1) - 26 aprile 2013 PalaYamamay, Busto Arsizio     | Busto Arsizio | 3 - 0 | Imoco         | 25-16, 25-23, 25-19               |
| Semifinali (gara 2) - 29 aprile 2013 PalaVerde, Villorba            | Imoco         | 3 - 1 | Busto Arsizio | 25-18, 18-25, 25-22, 25-18        |
| Semifinali (gara 3) - 1º maggio 2013 PalaYamamay, Busto Arsizio     | Busto Arsizio | 0 - 3 | Imoco         | 21-25, 13-25, 18-25               |
| Finale (gara 1) - 5 maggio 2013 PalaVerde, Villorba                 | Imoco         | 2 - 3 | River         | 25-22, 25-21, 15-25, 16-25, 8-15  |
| Finale (gara 2) - 7 maggio 2013 PalaBanca, Piacenza                 | River         | 3 - 2 | Imoco         | 22-25, 16-25, 25-16, 25-21, 17-15 |
| Finale (gara 3) - 9 maggio 2013 PalaBanca, Piacenza                 | River         | 2 - 3 | Imoco         | 21-25, 19-25, 25-14, 25-16, 12-15 |
| Finale (gara 4) - 11 maggio 2013 PalaVerde, Villorba                | Imoco         | 1 - 3 | River         | 10-25, 12-25, 25-22, 9-25         |

### Coppa Italia

#### Fase ad eliminazione diretta
| Quarti di finale (andata) - 9 gennaio 2013 PalaVerde, Villorba          | Imoco         | 3 - 2 | Busto Arsizio | 25-14, 17-25, 25-19, 21-25, 21-19 |
| Quarti di finale (ritorno) - 13 gennaio 2013 PalaYamamay, Busto Arsizio | Busto Arsizio | 3 - 1 | Imoco         | 25-18, 23-25, 25-19, 25-22        |

## Statistiche

### Statistiche di squadra
| Competizione | Punti | In casa | In casa | In casa | In trasferta | In trasferta | In trasferta | Totale | Totale | Totale |
| Competizione | Punti | G       | V       | P       | G            | V            | P            | G      | V      | P      |
| ------------ | ----- | ------- | ------- | ------- | ------------ | ------------ | ------------ | ------ | ------ | ------ |
| Serie A1     | 28    | 13      | 6       | 7       | 15           | 8            | 7            | 28     | 14     | 14     |
| Coppa Italia | -     | 1       | 1       | 0       | 1            | 0            | 1            | 2      | 1      | 1      |
| Totale       | -     | 14      | 7       | 7       | 16           | 8            | 8            | 30     | 15     | 15     |

G = partite giocate; V = partite vinte; P = partite perse

### Statistiche dei giocatori
| Giocatore      | Serie A1 | Serie A1 | Serie A1 | Serie A1 | Serie A1 | Coppa Italia | Coppa Italia | Coppa Italia | Coppa Italia | Coppa Italia | Totale | Totale | Totale | Totale | Totale |
| Giocatore      | P        | PT       | AV       | MV       | BV       | P            | PT           | AV           | MV           | BV           | P      | PT     | AV     | MV     | BV     |
| -------------- | -------- | -------- | -------- | -------- | -------- | ------------ | ------------ | ------------ | ------------ | ------------ | ------ | ------ | ------ | ------ | ------ |
| G. Agostinetto | 22       | 1        | 0        | 1        | 0        | 2            | 1            | 1            | 0            | 0            | 24     | 2      | 1      | 1      | 0      |
| J. Barazza     | 18       | 167      | 112      | 51       | 4        | -            | -            | -            | -            | -            | 18     | 167    | 112    | 51     | 4      |
| C. Barcellini  | 28       | 398      | 362      | 29       | 9        | 2            | 36           | 32           | 4            | 0            | 30     | 434    | 394    | 33     | 9      |
| R. Calloni     | 28       | 317      | 219      | 88       | 10       | 2            | 29           | 18           | 8            | 0            | 30     | 343    | 237    | 96     | 10     |
| L. Camera      | 28       | 26       | 9        | 11       | 6        | 2            | 1            | 1            | 0            | 0            | 30     | 27     | 10     | 11     | 6      |
| A. Crozzolin   | 24       | 52       | 38       | 13       | 1        | 2            | 18           | 14           | 3            | 1            | 26     | 70     | 52     | 16     | 2      |
| C. Daminato    | 15       | 1        | -        | -        | 1        | 1            | -            | -            | -            | -            | 16     | 1      | 0      | 0      | 1      |
| Z. Efimienko   | 7        | 26       | 11       | 12       | 3        | 2            | 2            | 2            | 0            | 0            | 9      | 28     | 13     | 12     | 3      |
| V. Fiorin      | 28       | 387      | 342      | 37       | 8        | 2            | 29           | 24           | 5            | 0            | 30     | 416    | 366    | 42     | 8      |
| E. Maruotti    | 13       | 7        | 6        | 1        | 0        | 1            | 0            | 0            | 0            | 0            | 14     | 7      | 6      | 1      | 0      |
| E. Nikolova    | 27       | 447      | 392      | 37       | 18       | 2            | 41           | 36           | 3            | 2            | 29     | 488    | 428    | 40     | 20     |
| C. Rossetto    | 28       | -        | -        | -        | -        | 2            | -            | -            | -            | -            | 30     | -      | -      | -      | -      |
| C. Zanotto     | 16       | 10       | 7        | 0        | 3        | 2            | 0            | 0            | 0            | 0            | 18     | 10     | 7      | 0      | 3      |

P = presenze; PT = punti totali; AV = attacchi vincenti; MV = muri vincenti; BV = battute vincenti